# أولايفا دي لا فرونتيرا
بلدية أولايفا دي لا فرونتيرا (بالإسبانية: Oliva de la Frontera)‏, هي إحدى بلديات مقاطعة بطليوس, التي تقع في منطقة إكستريمادورا, والتي تقع في غرب إسبانيا.
يبلغ عدد سكانها 5.881 نسمة وفقاً لإحصائية سنة (2002).